# Aseraggodes texturatus
Aseraggodes texturatus är en fiskart som beskrevs av Weber, 1913. Aseraggodes texturatus ingår i släktet Aseraggodes och familjen tungefiskar. Inga underarter finns listade i Catalogue of Life.